# チュウゴクナシ
チュウゴクナシ（中国梨、学名: Pyrus ussuriensis var. culta）は、ホクシヤマナシ（シベリアナシ、英: Siberian pear、秋子梨、しゅうしり、P. ussuriensis var. ussuriensis）が中国で栽培化された栽培変種である。独自種 P. bretschneideri とすることもある。中国名で白梨（はくり）ともいう。

## 概要
英語名はChinese white pear。英語で Chinese pearは、中国原産のいくつかの栽培品種および、東アジア原産の栽培品種の総称である。
栽培化の過程は、華北に自生する杜梨（とり、マンシュウマメナシ、P. betulifolia) との種間雑種のようである。そのため、学名は P. ×bretschneideri とすることもある（×は種間雑種の意）。
日本には、1868年に勧業寮によって「鴨梨」が、1912年に恩田鉄弥によって「慈梨」が導入されたが普及せず、現在では北海道、青森県、長野県、岡山県のごく一部の地域で、非常にわずかな量が栽培されているのみである。
形は洋なしのようなびん形や、和なしのような球形などがあり、果皮は淡い黄緑色である。洋なしのように熟するまで一定期間置く（追熟させる）が、味は和なしに近い。また、食感も和なし同様石細胞が多く含まれるためシャリシャリした歯ごたえがある。
ホクシヤマナシ（秋子梨）は、P. ussuriensis の1変種で、中国・朝鮮・シベリアに自生している。日本に自生するミチノクナシ（イワテヤマナシ、P. ussuriensis var. aromatica）、アオナシ（P. ussuriensis var. hondoensis、二十世紀梨など緑色がかったナシの意の青ナシとは無関係）も同種とされることが多い。

## 品種
- 鴨梨（ヤーリー）
- 慈梨（ツーリー、別名：萊陽慈梨）
- 紅梨（ホンリー）
- 王秋（おうしゅう） - 新潟県産のやや縦長の形が特徴。歯ごたえがあり、やや酸味がある[2]。
- 身不知（みしらず） - 別名「千両梨」。北海道で作られた品種で、洋なし型が特徴。果肉はややかたく、シャキシャキした食感がある[2]。

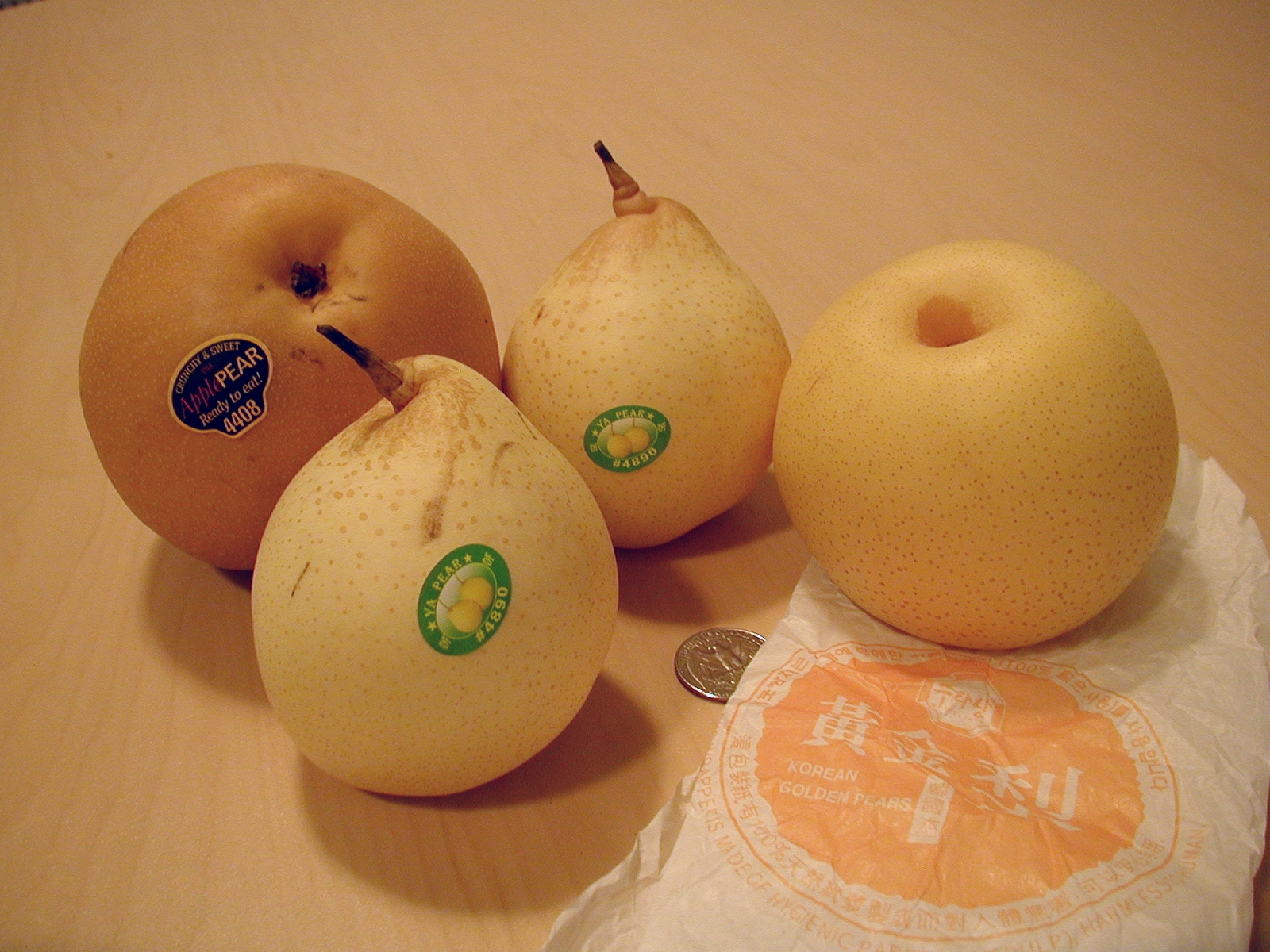
中国梨の果実、鴨梨（中央の二つ）。左右は和梨の新高（左）と黄金梨（右）

## 利用
生食の他、缶詰、瓶詰めへの加工、製菓原料などとして利用されている。
広東料理、順徳料理、台湾料理などでは、シロップで煮て、熱いデザートとしても食べられている。
漢方に杏梨飲というのがある。去痰作用があるとされる鴨梨と、咳を鎮める作用があるとされる杏仁を煎じて飲む。

## 生産地

### 日本での産地
- 北海道
  - 「千両梨」を生産。
  - 余市郡（余市町・仁木町）・増毛郡増毛町など。
- 青森県
- 長野県
- 岡山県
  - 「ヤーリー（鴨梨）」を生産
  - 岡山市東区西隆寺
  - 石原果樹園